# Liste des évêques de Soroti
La liste des évêques de Soroti recense les noms des évêques qui se sont succédé sur le siège épiscopal de Soroti en Ouganda depuis la création du diocèse de Soroti (en) (Dioecesis Sorotiensis) le 29 novembre 1980 par détachement de celui de Tororo. 

## Sont évêques
- 29 novembre 1980 - 27 juin 2007 : Erasmus Wandera (Erasmus Desiderius Wandera)
- 27 juin 2007 - 2 janvier 2013[1] : Emmanuel Obbo, nommé archevêque de Tororo
- 2 janvier 2014 - 19 mars 2019[1]: sede vacante
  - administrateur apostolique : Emmanuel Obbo, archevêque de Tororo
- depuis le 19 mars 2019[2]: Joseph Oliach (Joseph Eciru Oliach)

## Sources
- (en) Fiche du diocèse sur catholic-hierarchy.org